# Liste der Baudenkmale in Embsen
In der Liste der Baudenkmale in Embsen sind die Baudenkmale der niedersächsischen Gemeinde Embsen und ihrer Ortsteile aufgelistet. Der Stand der Liste ist der 24. Januar 2023. Eine zwischenzeitliche Löschung hier noch aufgeführter Objekte oder auch später hinzugekommene Denkmale sind also in der Regel nicht berücksichtigt.

## Allgemein
In den Spalten befinden sich folgende Informationen:
- Lage: die Adresse des Baudenkmales und die geographischen Koordinaten. Kartenansicht, um Koordinaten zu setzen. In der Kartenansicht sind Baudenkmale ohne Koordinaten mit einem roten Marker dargestellt und können in der Karte gesetzt werden. Baudenkmale ohne Bild sind mit einem blauen Marker gekennzeichnet, Baudenkmale mit Bild mit einem grünen Marker.
- Bezeichnung: Bezeichnung des Baudenkmales
- Beschreibung: die Beschreibung des Baudenkmales. Unter § 3 Abs. 2 NDSchG werden Einzeldenkmale und unter § 3 Abs. 3 NDSchG Gruppen baulicher Anlagen und deren Bestandteile ausgewiesen.
- ID: die Objekt-ID des Baudenkmales
- Bild: ein Bild des Baudenkmales, ggf. zusätzlich mit einem Link zu weiteren Fotos des Baudenkmals im Medienarchiv Wikimedia Commons. Wenn man auf das Kamerasymbol klickt, können Fotos zu Baudenkmalen aus dieser Liste hochgeladen werden:

## Embsen

### Gruppe: Kirche mit Kirchhof
Die Gruppe hat die ID: 34326482. Kirche mit freistehendem Turm, umgebendem Kirchhof und Pfarrhaus. Tw. mit Gräbern belegt und von Mauer eingefriedeter Kirchhof. Pfarrhofes schließt sich im Süden an und steht parallel zur Kirche.

| Lage                                       | Bezeichnung          | Beschreibung | ID       | Bild           |
| ------------------------------------------ | -------------------- | --- | -------- | -------------- |
| Ringstraße 53° 10′ 38″ N, 10° 20′ 34″ O    | Kirche St. Katharina | Die evangelische Kirche wurde um 1400 erbaut. Einschiffige Backsteinkirche mit 5/10-Schluss im Osten. Zusätzlich 3/6-Schluss im Westen. Im Westen hölzerner, freistehender Glockenturm aus der Mitte des 17. Jh. Glocke wurde um 1200 gegossen. | 28828046 | Weitere Bilder |
| Ringstraße 53° 10′ 38″ N, 10° 20′ 34″ O    | Kirchhof             | | 28828046 | BW             |
| Ringstraße 15 53° 10′ 37″ N, 10° 20′ 34″ O | Pfarrhaus            | Eingeschossiges Fachwerkhaus in Vierständerbauweise mit Backsteinausfachung unter Halbwalmdach in Ziegeldeckung. Errichtet Mitte 19. Jh. Wohnteil aus Querbau erste Hälfte 20. Jh. durch zweigeschossigen Backsteinbau ersetzt.                 | 28827762 | BW             |

### Einzelobjekte
| Lage                                      | Bezeichnung | Beschreibung                               | ID       | Bild |
| ----------------------------------------- | ----------- | ------------------------------------------ | -------- | ---- |
| Ringstraße 1 53° 10′ 40″ N, 10° 20′ 39″ O | Göpel       | Das achteckige Göpelhaus entstand um 1870. | 28827820 |      |

## Heinsen

### Gruppe: Hofanlage Heinsen
Die Gruppe hat die ID 34325498. Ausgedehnte Hofanlage mit Herrenhaus, Wirtschaftsbauten, Altenteilerhaus, Forsthaus sowie Landarbeiterwohnhäusern. Von Einfriedung mit Toreinfahrt begrenzt.

| Lage                                     | Bezeichnung               | Beschreibung | ID       | Bild |
| ---------------------------------------- | ------------------------- | --- | -------- | ---- |
| Am Gutshof 1 53° 9′ 31″ N, 10° 20′ 46″ O | Wohnhaus Merten           | Zweigeschossiger verputzter Massivbau unter Mansardwalmdach in Hohlpfannendeckung. Nach Norden zum Hof Eingangsrisalit über halbiertem Achteckgrundriss. Nach Süden zum Garten weit hervortretender Mittelrisalit mit Giebeldreieck unter Satteldach. Kernbau errichtet etwa 1890; Umbau durch Matthies und von der Berg, Bardowick, 1924. | 28827702 | BW   |
| Am Gutshof 1 53° 9′ 34″ N, 10° 20′ 45″ O | Allee                     | Auf den Haupteingang des Gutshauses ausgerichtete mit Lesesteinen gepflasterte Allee mit Sommerlinden. Angelegt 1924. | 45684381 | BW   |
| Am Gutshof 1 53° 9′ 36″ N, 10° 20′ 43″ O | Mauer                     | Einfassungsmauer aus Feldsteinen mit Torpfosten, darauf Kugeln. Neben mittiger Zufahrt jeweils ein Fußgängerdurchlass. Errichtet 1924. | 45684402 | BW   |
| Am Gutshof 1 53° 9′ 34″ N, 10° 20′ 44″ O | Wohn-/ Wirtschaftsgebäude | Eingeschossiger Backsteinbau unter Satteldach in Ziegelpfannendeckung. Giebelfelder in Fachwerk, Giebeldreieck in Boden-/Deckelschalung mit Uhr. Errichtet 1921. | 28827683 | BW   |
| Am Gutshof 1 53° 9′ 34″ N, 10° 20′ 42″ O | Stall                     | Eingeschossiger, verputzter Massivbau auf hohem Backsteinsockel unter Halbwalmdach in Ziegelpfannendeckung. Zwei Giebel mit Aufzugsluken. Errichtet 1911. | 28827897 | BW   |
| Am Gutshof 1 53° 9′ 33″ N, 10° 20′ 47″ O | Scheune                   | Eingeschossiger Fachwerkbau mit Backsteinausfachung unter Halbwalmdach in Ziegelpfannendeckung. Errichtet erste Hälfte 19. Jh. Als Scheune umgenutzt, außermittige Längsdurchfahrt. | 28827916 | BW   |
| Am Gutshof 2 53° 9′ 35″ N, 10° 20′ 49″ O | Wohn-/ Wirtschaftsgebäude | Eingeschossiger Fachwerkbau auf Feldsteinsockel mit Backsteinausfachung unter Halbwalmdach. Gefache geputzt und weiß gestrichen. Errichtet zweite Hälfte 19. Jh. | 28827664 | BW   |
| Am Gutshof 1 53° 9′ 34″ N, 10° 20′ 52″ O | Waschhaus                 | Eingeschossiger Backsteinbau unter Satteldach in Tonhohlpfannendeckung. Errichtet 1920. | 45692865 | BW   |
| Am Gutshof 3 53° 9′ 33″ N, 10° 20′ 50″ O | Forsthaus                 | Kleiner Fachwerkbau unter Satteldach mit Ziegelpfannendeckung. Ausfachungen verputzt. Kleiner seitlicher Vorbau. Errichtet in der 2. Hälfte des 19. Jahrhunderts. | 28827935 | BW   |
| Am Gutshof 7 53° 9′ 35″ N, 10° 20′ 53″ O | Stall                     | Eingeschossiger Backsteinbau unter Satteldach in Tonhohlpfannendeckung. Errichtet 1906. | 45692838 | BW   |
| Am Gutshof 6 53° 9′ 34″ N, 10° 20′ 53″ O | Arbeiterhaus III          | Traufständiger, eingeschossige Backsteinbau unter Satteldach in Ziegeldeckung. Fassaden durch backsteinsichtige Lisenen und Ziegeldekor gegliedert, Wandflächen verputzt. Errichtet 1906. | 28827992 | BW   |
| Am Gutshof 5 53° 9′ 33″ N, 10° 20′ 53″ O | Arbeiterhaus II           | Traufständiger, eingeschossige Backsteinbau unter Satteldach in Ziegeldeckung. Fassaden durch backsteinsichtige Lisenen und Ziegeldekor gegliedert, Wandflächen verputzt. Errichtet 1907. | 28827973 | BW   |
| Am Gutshof 4 53° 9′ 33″ N, 10° 20′ 53″ O | Arbeiterhaus I            | Traufständiger, eingeschossige Backsteinbau unter Satteldach in Ziegeldeckung. Fassaden durch backsteinsichtige Lisenen und Ziegeldekor gegliedert, Wandflächen verputzt. Errichtet 1908. | 28827954 | BW   |

## Oerzen

### Einzelobjekte
| Lage                                         | Bezeichnung               | Beschreibung | ID       | Bild |
| -------------------------------------------- | ------------------------- | --- | -------- | ---- |
| Am Mühlenweg 18 53° 11′ 44″ N, 10° 19′ 27″ O | Wohn-/ Wirtschaftsgebäude | Giebelständiger, eingeschossiger Fachwerkbau in Zweiständerbauweise mit Backsteinausfachung unter Halbwalmdach ursprünglich in Leichtdeckung. Bauinschrift und Segensspruch am Wirtschaftsgiebel. Errichtet 1832(i). | 28827724 | BW   |
| Im Dorfe 13 53° 11′ 36″ N, 10° 19′ 35″ O     | Wohn-/ Wirtschaftsgebäude | Traufständiger, eingeschossiger Fachwerkbau auf Backsteinsockel mit Backsteinausfachung unter Halbwalmdach. Wirtschaftsgiebel leicht vorkragend. Bauinschrift am Dielentor. Je ein seitlicher Wohneingang. Ursprüngliche Längsdiele durch Querdiele ersetzt. Errichtet 1792(i). Wohl zweite Hälfte 19. Jh. Umbau des Wirtschaftsteils. | 28828067 | BW   |
| Im Dorfe 14 53° 11′ 44″ N, 10° 19′ 27″ O     | Wohnhaus                  | Erhaltener Wohnteil eines Wohn-/ Wirtschaftsgebäudes. Eingeschossiger Backsteinbau unter Satteldach in Ziegeldeckung. Mittiger Eingangsrisalit an östlicher Traufseite mit Freigespärre. Gliederung der Fassaden durch Ziegeldekor. Bauinschrift über dem Eingang. Errichtet 1904(i).                                                  | 28827743 | BW   |